# Buków
Buków (německy Bukau) je vesnice na řece Odra, v gmině Lubomia v okrese Wodzisław (powiat wodzisławski) ve Slezském vojvodství (województwo šląskie) v jižním Polsku.

## Další informace
První písemná zmínka o Bukówě pochází pravděpodobně z roku 1303. Dne 23. května 1921 zde a v sousedním okolí došlo k bitvě, tzv. Bitwa pod Olzą, v rámci 3. Hornoslezského povstání.
V centru vesnice se nachází kostel Panny Marie Věčné pomoci (kościół pw. Matki Boskiej Nieustającej Pomocy) z roku 1933 a u něj je dřevěná kaple Panny Marie Růžencové (Kaplica Matki Boskiej Różańcowej) z roku 1770 s dřevěným povodňovým sloupem (Drewniany słup powodziowy), který znázorňuje maximální výšku hladiny vody při povodních v 19. a 20. století. V Bukówě se také nachází starý dřevěný špýchar, který byl převezený z vesnice Owsiszcze. V okolí Bukówa se nachází přírodní a krajinný komplex rybníka Wielikąt, kde lze zhlédnout až cca 133 druhů ptáků. Významnou protipovodňovou stavbou je také Polder Buków.

## Galerie

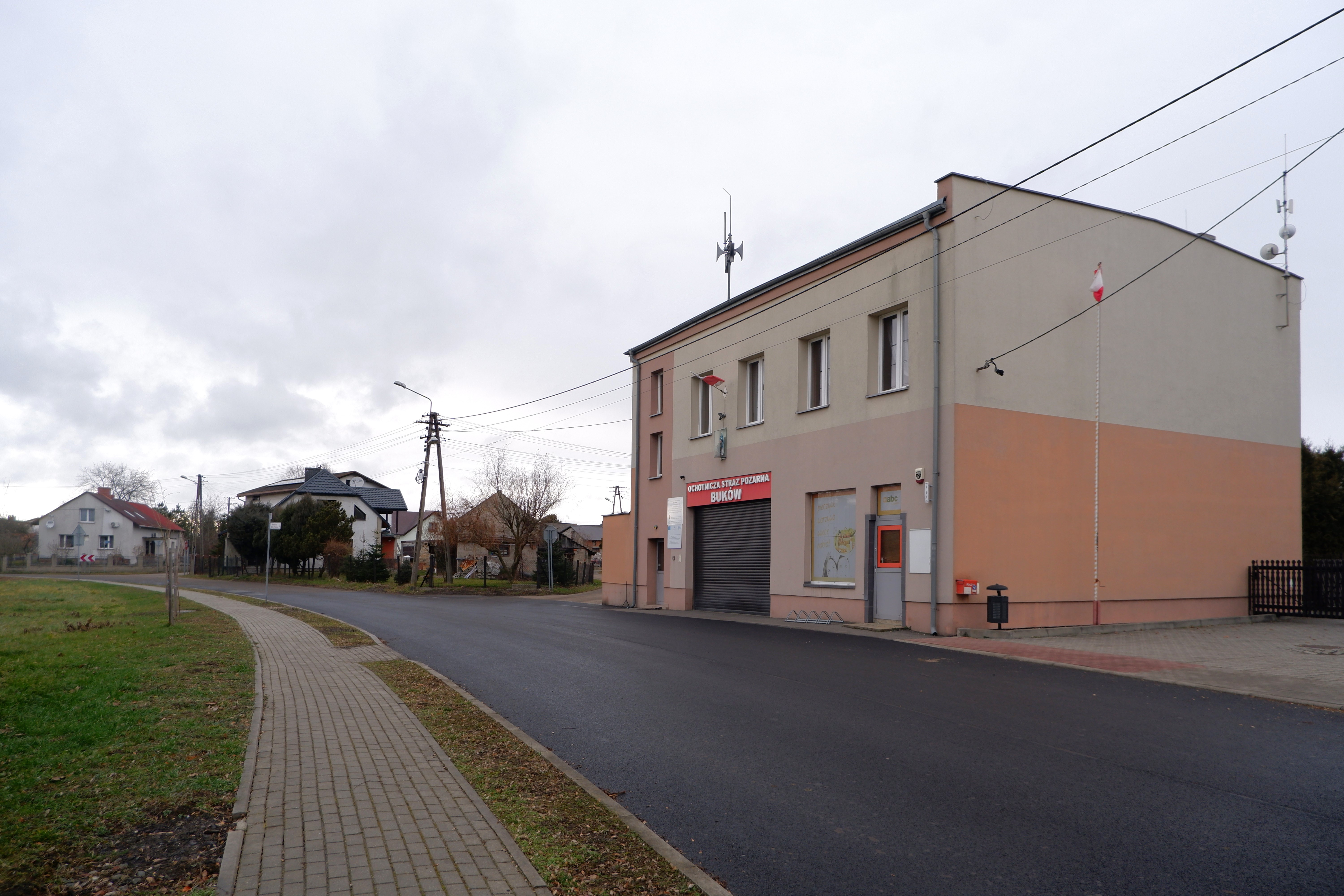
Hasičská zbrojnice
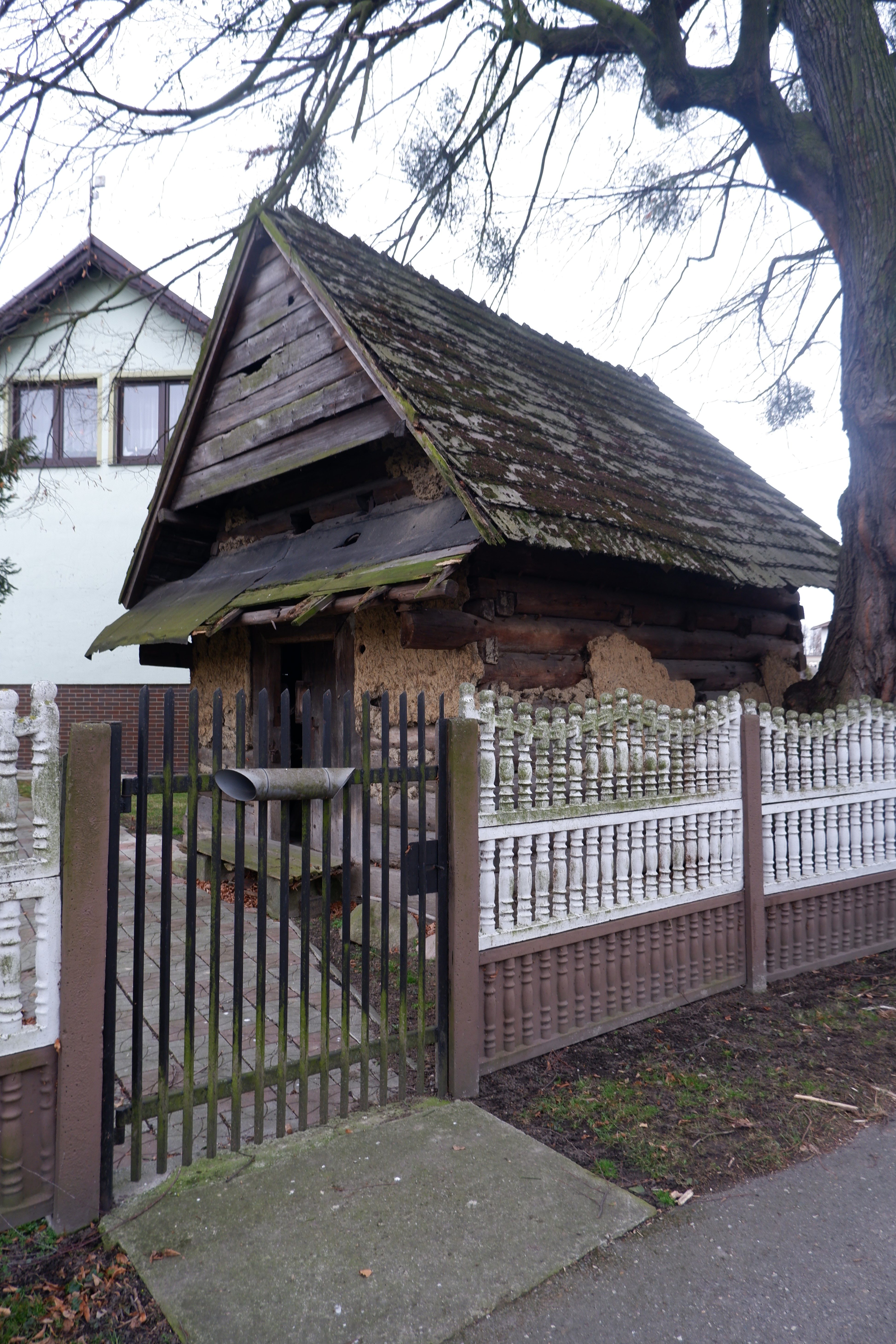
Špýchar z 18. století
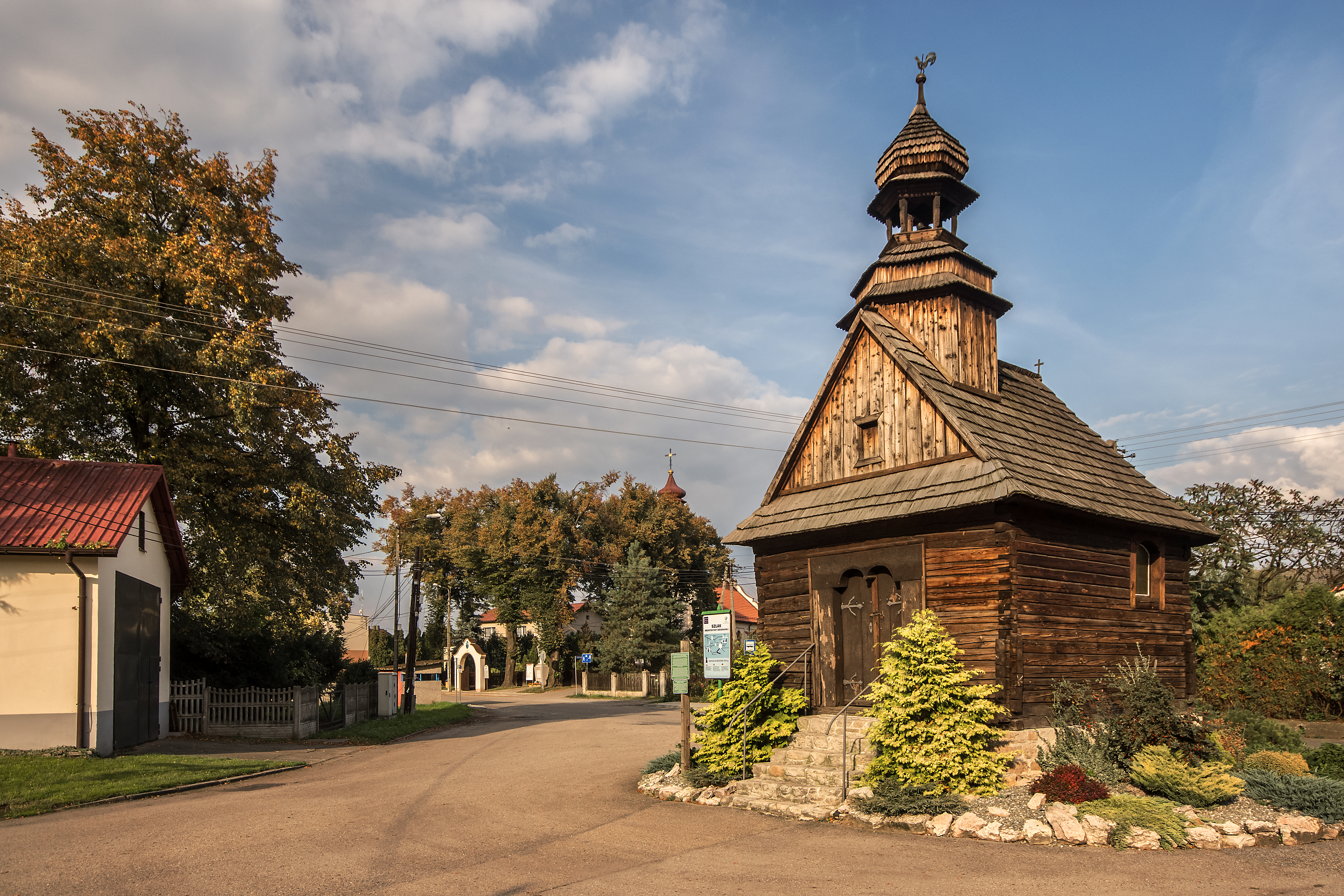
Kaple Panny Marie Růžencové